# Đông Giang (huyện)
Đông Giang là một huyện miền núi thuộc tỉnh Quảng Nam, Việt Nam.

## Địa lý
Huyện Đông Giang nằm ở phía bắc của tỉnh Quảng Nam, có vị trí địa lý:
- Phía đông giáp huyện Đại Lộc và huyện Hòa Vang, thành phố Đà Nẵng
- Phía tây giáp huyện Tây Giang
- Phía nam giáp huyện Nam Giang
- Phía bắc giáp huyện Phú Lộc, thành phố Huế.

Huyện Đông Giang có diện tích 811,2 km², dân số năm 2019 là 25.116 người, trong đó: dân số thành thị có 4.699 người chiếm 19% và dân số nông thôn có 20.417 người chiếm 81%, mật độ dân số đạt 32 người/km².

## Hành chính

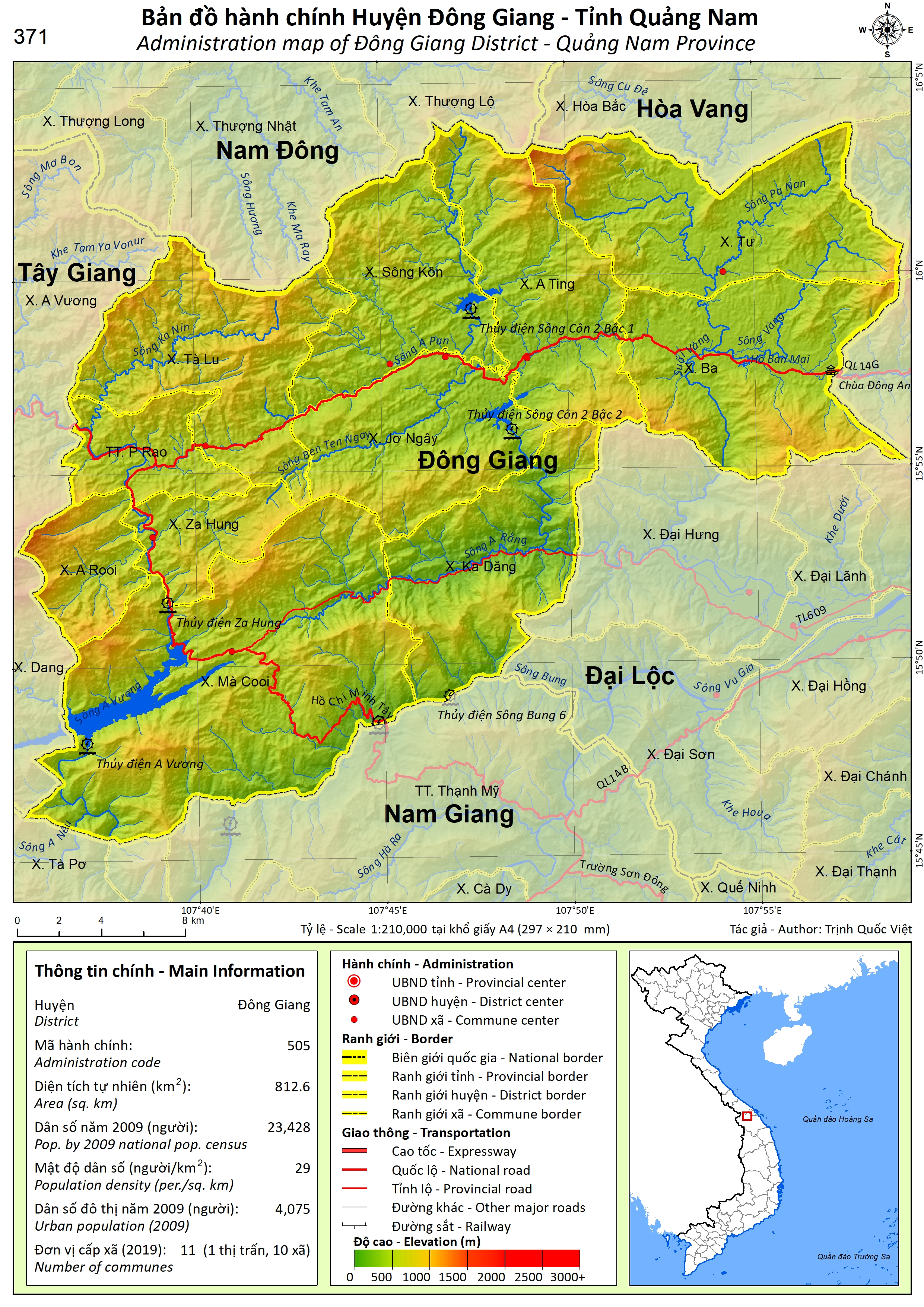
Bản đồ hành chính huyện Đông Giang

Huyện Đông Giang có 11 đơn vị hành chính cấp xã trực thuộc, bao gồm thị trấn Prao (huyện lỵ) và 10 xã: A Rooi, A Ting, Ba, Jơ Ngây, Ka Dăng, Mà Cooih, Sông Kôn, Tà Lu, Tư, Zà Hung.

## Lịch sử
Huyện Đông Giang được thành lập vào ngày 20 tháng 6 năm 2003 trên cơ sở thị trấn Prao và 10 xã: A Rooi, A Ting, Ba, Jơ Ngây, Ka Dăng, Mà Cooih, Sông Kôn, Tà Lu, Tư, Zà Hung thuộc huyện Hiên.
Sau khi thành lập, huyện Đông Giang có 1 thị trấn và 10 xã. Huyện lỵ đặt tại thị trấn Prao.